# Bataille de Siegburg
Première Coalition
Batailles
La bataille de Siegburg du 1er juin 1796 est la première bataille de l'offensive française sur le Rhin par l’armée de Sambre-et-Meuse.

## Contexte
Le plan de Carnot consiste à franchir le Rhin près de Düsseldorf pour attirer les Autrichiens au nord, et permettre à l'armée de Rhin-et-Moselle de franchir le Rhin plus au sud pour avancer vers le Danube. L'armée autrichienne, sous le commandement de l'archiduc Charles, s'étire entre le Kreuznach, sur le Rhin, et Baumholder, à l'ouest. 
Face à Jourdan, le duc de Wurtemberg commande quatre divisions stationnées près d'Ehrenbreitstein, de Neuwied et d'Altenkirchen. Ses avant-postes sont situés sur la rivière Sieg, qui coule vers l'est de Bonn.

## La bataille
Le 30 mai 1796, Kléber franchit le Rhin et avance vers l'avant-garde de Wurtemberg. Le 1er juin, il traverse la rivière Agger et atteint la Sieg. L'avant-garde française, commandée par le général François Joseph Lefebvre, atteint la ville de Siegburg, dont le pont est solidement défendu par plusieurs pièces d'artillerie du général Kienmayer.
Lefebvre attaque les positions autrichiennes, les force à battre en retraite et capture le pont. Les pertes autrichiennes s'élèvent à près de 2 400 hommes. Dans le même temps, le général Collaud, envoyé à l'ouest de Meindorf, menace l'aile gauche autrichienne. Les Autrichiens abandonnent leur position sur la Sieg et se retirent au sud-est vers Uckerath, puis sur Altenkirchen, où se poursuivront les combats le 4 juin 1796.